# Theridion timpanogos
Theridion timpanogos är en spindelart som beskrevs av Claude Lévi 1957. Theridion timpanogos ingår i släktet Theridion och familjen klotspindlar. Inga underarter finns listade i Catalogue of Life.